# Ianuarie 2017
Acest articol este generat integral pe baza informațiilor din articolul 2017 și este actualizat periodic de un robot.
 Editările făcute în articol vor fi șterse la următoarea actualizare! Dacă doriți să faceți modificări, editați articolul-sursă.

ianuarie -
februarie -
martie -
aprilie -
mai -
iunie -
iulie -
august -
septembrie -
octombrie -
noiembrie -
decembrie
Ianuarie 2017 a fost prima lună a anului și a început într-o zi de duminică.

## Evenimente
- 1 ianuarie: Malta a preluat președinția semestrială a Consiliului Uniunii Europene de la Slovacia.[1]
- 1 ianuarie: Atac armat într-un club din Istanbul în noaptea de Revelion. Cel puțin 39 de oameni au fost uciși și 69 răniți.[2]
- 1 ianuarie: Emmanuel Niyonkuru, ministrul mediului din Burundi a fost împușcat mortal în capitala Bujumbura.
- 1 ianuarie: România sărbătorește 10 ani de la intrarea în Uniunea Europeană.
- 1 ianuarie: Antonio Guterres preia funcția de secretar general al ONU.[3]
- 4 ianuarie: Cabinetul PSD-ALDE condus de premierul Sorin Grindeanu, din care fac parte 26 de miniștri, a fost investit de Parlament cu 295 voturi „pentru" și 133 „împotrivă".

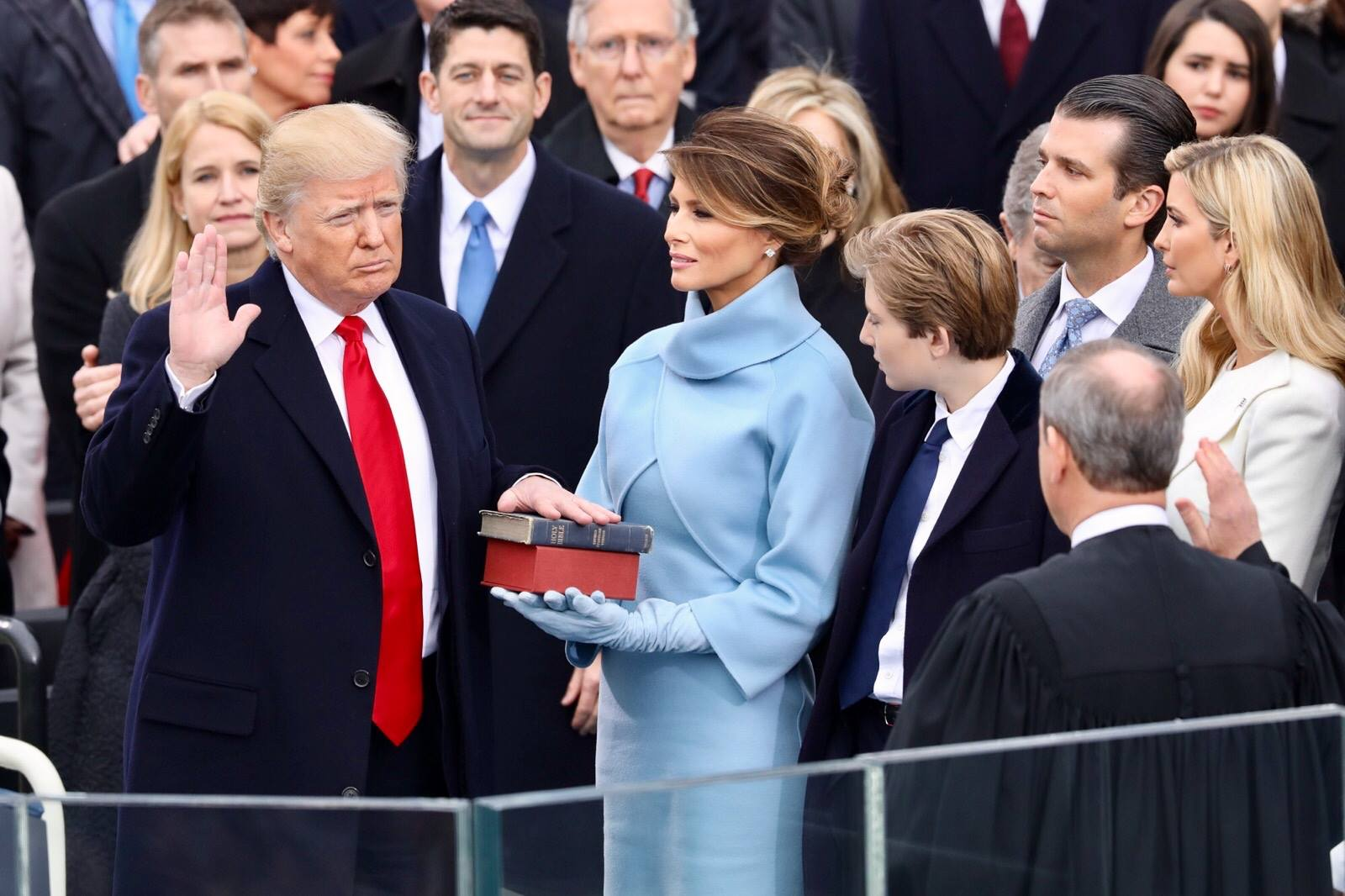
20 ianuarie: Republicanul Donald Trump devine cel de-al 45-lea președinte al Statelor Unite.

- 8 ianuarie: Premiile Globul de Aur 2017: lungmetrajul Moonlight, regizat de Barry Jenkins, a fost desemnat cel mai bun film-dramă, în timp ce music hall-ul La La Land, în regia lui Damien Chazelle, a fost numit cel mai bun film-comedie, la cea de-a 74-a gală a premiilor Globurile de Aur, care a avut loc la Los Angeles. La ediția din 2017, premiul Globul de Aur pentru întreaga carieră a fost decernat actriței Meryl Streep.
- 16-18 ianuarie: Igor Dodon efectuează o vizită în Federația Rusă, prima de acest fel în calitate de președinte al Republicii Moldova. Acesta s-a întâlnit cu președintele rus, Vladimir Putin, și a depus flori la mormântul soldatului necunoscut.
- 18 ianuarie: Antonio Tajani, candidatul Partidului Popular European (PPE), a fost ales în funcția de președinte al Parlamentului European. Europarlamentarul social-democrat român Ioan Mircea Pașcu a fost ales drept unul dintre cei 14 vicepreședinți ai Parlamentului European.
- 20 ianuarie: Are loc procedura de investire a celui de-al 45-lea președinte al Statelor Unite, republicanul Donald Trump.
- 21 ianuarie: Milioane de oameni din întreaga lume s-au alăturat Marșului femeilor ca răspuns la inaugurarea lui Donald Trump ca președinte al Statelor Unite.[4]
- 21 ianuarie: Incendiu puternic care a distrus Clubul Bamboo din București. 44 de persoane au fost spitalizate.[5]
- 22 ianuarie: Protestele din ianuarie 2017 din România, față de proiectul PSD-ALDE de modificare a Codului penal și grațierea unor pedepse.
- 24 ianuarie: Președintele Klaus Iohannis a declanșat procedura privind organizarea unui referendum național privind continuarea luptei împotriva corupției în România.[6][7]
- 31 ianuarie: Guvernul Grindeanu a adoptat grațierea unor pedepse ca proiect de lege, dar și Ordonanța de Urgență pentru modificarea Codurilor Penale, ceea ce a provocat manifestații de amploare în marile orașe ale țării.

## Decese
- 3 ianuarie: Shigeru Kōyama, 87 ani, actor japonez de film (n. 1929)
- 4 ianuarie: Georges Prêtre, 92 ani, dirijor francez (n. 1924)
- 6 ianuarie: Octavio Lepage, 93 ani, politician venezuelan, președinte al Venezuelei (1993), (n. 1923)
- 6 ianuarie: Francine York, 80 ani, actriță americană de film (n. 1936)
- 7 ianuarie: Nicolae Ionescu-Pallas, 84 ani, fizician român (n. 1932)
- 7 ianuarie: Mário Soares (Mário Alberto Nobre Lopes Soares), 92 ani, politician portughez, președinte al Portugaliei (1986-1996), (n. 1924)
- 8 ianuarie: James Mancham, 77 ani, președinte al statului Seychelles (1976-1977), (n. 1939)
- 10 ianuarie: Roman Herzog, 83 ani, politician german, președinte al Germaniei (1994-1999), (n. 1934)
- 12 ianuarie: Giulio Angioni, 77 ani, scriitor și antropolog italian (n. 1939)
- 12 ianuarie: Iulian Rădulescu, 79 ani, autoproclamat Împărat al romilor de pretutindeni (1993), (n. 1938)
- 12 ianuarie: Ion Gheorghe Truică, 81 ani, regizor român de filme de animație (n. 1935)
- 13 ianuarie: Nicu Crețu, 69 ani, dirijor, compozitor, aranjor și violonist român (n. 1947)
- 13 ianuarie: Miki Jevremović, 75 ani, cântăreț sârb de muzică pop (n. 1941)
- 15 ianuarie: Mieczysław Maliński, 93 ani, teolog catolic polonez (n. 1923)
- 15 ianuarie: Jimmy Snuka, 73 ani, wrestler fijian profesionist, născut în SUA (n. 1943)
- 16 ianuarie: Eugene Cernan, 82 ani, astronaut american (Apollo 17), (n. 1934)
- 16 ianuarie: C. V. Vishveshwara, 78 ani, fizician relativist indian, supranumit "omul gaură neagră din India" (n. 1938)
- 17 ianuarie: Gheorghe Dumitrașcu, 77 ani, senator român (1990-1992), (n. 1939)
- 18 ianuarie: Peter Abrahams, 97 ani, prozator sud-african de etnie jamaicană (n. 1919)
- 18 ianuarie: Ion Besoiu, 85 ani, actor român (n. 1931)
- 18 ianuarie: Ymer Pampuri, 72 ani, halterofil albanez (n. 1944)
- 19 ianuarie: Loalwa Braz, 63 ani, cântăreață și textieră braziliană (n. 1953)
- 19 ianuarie: Bertrand Hemmerdinger, 95 ani, istoric francez (n. 1921)
- 20 ianuarie: Robert Anker, 70 ani, scriitor neerlandez (n. 1946)
- 21 ianuarie: Raisa Lungu-Ploaie, 88 ani, prozatoare din R. Moldova (n. 1928)
- 22 ianuarie: Cristina-Adela Foișor, 49 ani, șahistă română (n. 1967)
- 22 ianuarie: Eugen-Gheorghe Hilote, 74 ani, deputat român (1996-2000), (n. 1942)[8]
- 22 ianuarie: Jaki Liebezeit, 78 ani, baterist german (Can), (n. 1938)
- 24 ianuarie: Dan Grigore Adamescu, 68 ani, om de afaceri român (Unirea Shopping Center), (n. 1948)
- 24 ianuarie: Mladen Bjažić, 93 ani, scriitor croat (n. 1924)
- 25 ianuarie: Buchi Emecheta, 72 ani, nuvelistă nigeriană (n. 1944)
- 26 ianuarie: Tam Dalyell, 84 ani, om politic scoțian, membru al Parlamentului European (1973-1979), (n. 1932)
- 26 ianuarie: Barbara Hale, 94 ani,  actriță americană (n. 1922)
- 26 ianuarie: Raisa Lungu-Ploaie, 88 ani, prozatoare și traducătoare născută în Republica Moldova (n. 1928)
- 27 ianuarie: Magda Ádám, 91 ani, scriitoare maghiară, istoric și filolog (n. 1925)
- 27 ianuarie: John Hurt, 77 ani, actor britanic (n. 1940)
- 27 ianuarie: Emmanuelle Riva, 89 ani, actriță franceză (n. 1927)
- 28 ianuarie: Geoff Nicholls, 68 ani, claviaturist britanic (Black Sabbath, Quartz), (n. 1948)
- 28 ianuarie: Salvatore Tatarella, 69 ani, om politic italian, membru al Parlamentul European (2004-2009), (n. 1947)
- 28 ianuarie: Ion Ungureanu, 81 ani, actor și politician din R. Moldova (n. 1935)
- 29 ianuarie: Ruslan Barburoș, 39 ani, fotbalist din R. Moldova (atacant), (n. 1978)
- 29 ianuarie: Dumitru Emeric Borbély, 69 ani, deputat român (1992-1996), (n. 1948)
- 29 ianuarie: Stelian Olariu, 88 ani, dirijor român (n. 1928)
- 31 ianuarie: John Wetton, 67 ani, cântăreț, basist și chitarist britanic (Asia, King Crimson), (n. 1949)